# Yoshinobu Nisaka

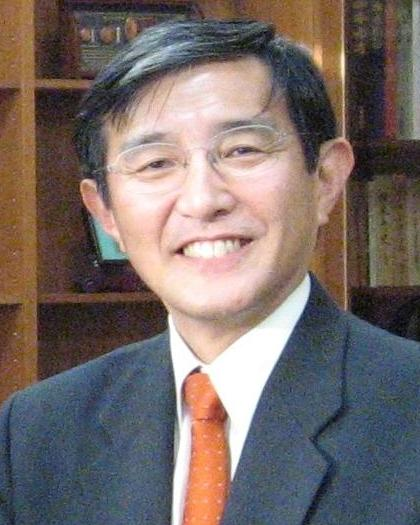
Yoshinobu Nisaka 2007

Yoshinobu Nisaka (jap. 仁坂吉伸, Nisaka Yoshinobu; * 2. Oktober 1950 in Wakayama, Präfektur Wakayama) ist ein japanischer Politiker und seit 2006 Gouverneur der Präfektur Wakayama.

## Leben
Nisaka war nach seinem Studienabschluss an der Universität Tokio 1974 zunächst Beamter im MITI, später im Nachfolgeministerium METI. 2003 wurde er japanischer Botschafter in Brunei. Danach arbeitete 2006 kurzzeitig für den „japanischen Handelsrat“ (日本貿易会, Nippon Bōeki-kai, engl. Japan Foreign Trade Council).
Im November 2006 erklärte der amtierende Gouverneur von Wakayama, Yoshiki Kimura, nach der Verhaftung in einem Skandal um Bestechungsgelder bei der Vergabe öffentlicher Aufträge seinen Rücktritt. Nisaka kandidierte mit Unterstützung von LDP und Kōmeitō für Kimuras Nachfolge. Die Wahl am 17. Dezember 2006 entschied er gegen den KPJ-gestützten Toshitaka Izumi klar für sich. Am 28. November 2010 wurde er gegen die DPJ-NVP-gestützte Mariko Fujimoto und einen KPJ-gestützten Kandidaten deutlich für eine zweite Amtszeit wiedergewählt, bei der Wahl im November 2014 gegen nur einen, kommunistischen Herausforderer für eine dritte bestätigt.